# Eurytoma juniperina
Eurytoma juniperina är en stekelart som beskrevs av Marcovitch 1915. Eurytoma juniperina ingår i släktet Eurytoma och familjen kragglanssteklar. Inga underarter finns listade i Catalogue of Life.